# Anderson Hunt
Anderson Hunt (Detroit, Míchigan, 5 de mayo de 1969) es un exjugador de baloncesto estadounidense que desarrolló su carrera profesional en ligas menores de su país como la CBA o USBL, además de jugar en diefentes países de todo el mundo. Fue elegido mejor jugador del torneo de la NCAA en 1990. Con 1,88 metros de altura, jugaba en las posiciones de base o escolta.

## Trayectoria deportiva

### Universidad
Jugó durante tres temporadas con los Rebels de la Universidad de Nevada-Las Vegas, en las que promedió en total 15,0 puntos], 3,5 asistencias y 1,9 rebotes por partido. En 1990 ganó junto a su equipo el Torneo de la NCAA, siendo elegido Mejor Jugador de la Final Four, tras lograr 49 puntos, 9 asistencias y 9 triples, con un 61,3% de efectividad. Ese año y al siguiente fue también incluido en el mejor quinteto del torneo, y en 1991 fue además incluido en el mejor quinteto de la Big West Conference, tras promediar 17,2 puntos y 2,9 asistencias por encuentro.

### Profesional
Tras no ser elegido en el Draft de la NBA de 1991, fichó por los La Crosse Catbirds de la CBA. Jugó varias temporadas en ligas menores estadounidenses, y también lo hizo en otros países como Turquía, Arabia Saudí, Francia, Polonia o Venezuela.
En 1994 fue incluido en el segundo mejor quinteto de la USBL, jugando para los Miami Tropics. Ya en 1999 fichó por el Komfort Stargard de la liga polaca, donde disputó 3 partidos, en los que promedió 14,7 puntos. De ahí marchó a jugar a Venezuela, para acabar en una liga amateur de su país.